# Thẻ căn cước

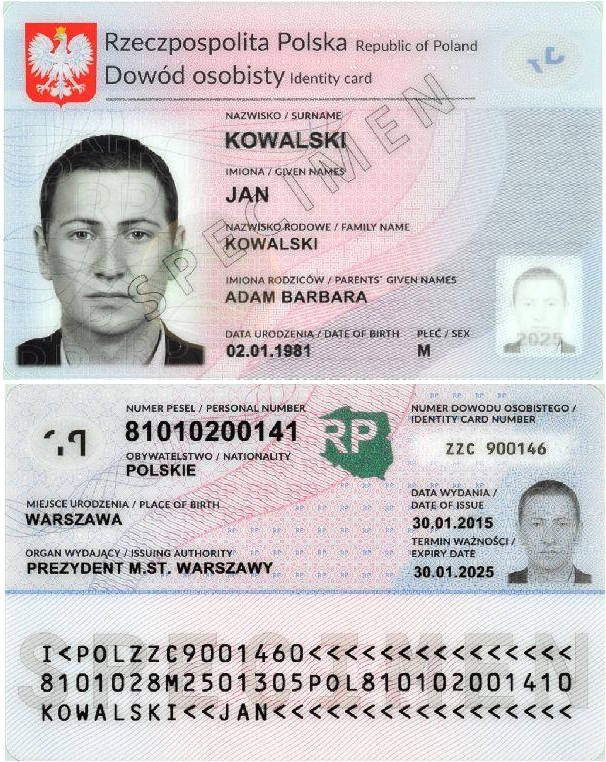
Mặt trước và sau Thẻ căn cước Ba Lan

Thẻ căn cước hay thẻ nhận dạng cá nhân, hay là chứng minh thư, chứng minh nhân dân, là một loại tài liệu nhận dạng có thể được sử dụng để xác minh các chi tiết của bản sắc cá nhân của một người dưới hình thức một thẻ nhỏ, kích thước theo một tiêu chuẩn nhất định, nó thường được gọi là một thẻ nhận dạng (IC). Thẻ căn cước là những điểm cơ bản về gốc tích, quan hệ thân tộc, đặc điểm nhận dạng, đủ để phân biệt từng cá nhân trong xã hội.
Đây là một phần hay một loại của giấy tờ tùy thân, tức là giấy tờ cần mang theo để chứng minh cá nhân. Trong sự vắng mặt của một tài liệu nhận dạng chính thức và phổ quát cho toàn quốc (như tại Hoa Kỳ), một số quốc gia chấp nhận giấy phép lái xe là phương pháp hiệu quả nhất của các giấy tờ chứng minh. Hầu hết các quốc gia chấp nhận hộ chiếu như là một hình thức nhận dạng.
Ở một số quốc gia, việc sở hữu một thẻ chứng minh theo quy định chính phủ, là bắt buộc trong khi ở những nước khác, khi không có tài liệu nhận dạng được quy định chính thức, nó có thể là tự nguyện, trong một số trường hợp có thể được yêu cầu. Hầu hết các quốc gia có quy định rằng công dân nước ngoài cần phải có hộ chiếu của quốc gia họ, hoặc trong trường hợp khác là thẻ danh tính của một quốc gia từ đất nước gốc của họ, nếu họ không có giấy phép cư trú ở trong nước sở tại.

## Thông tin trong thẻ căn cước

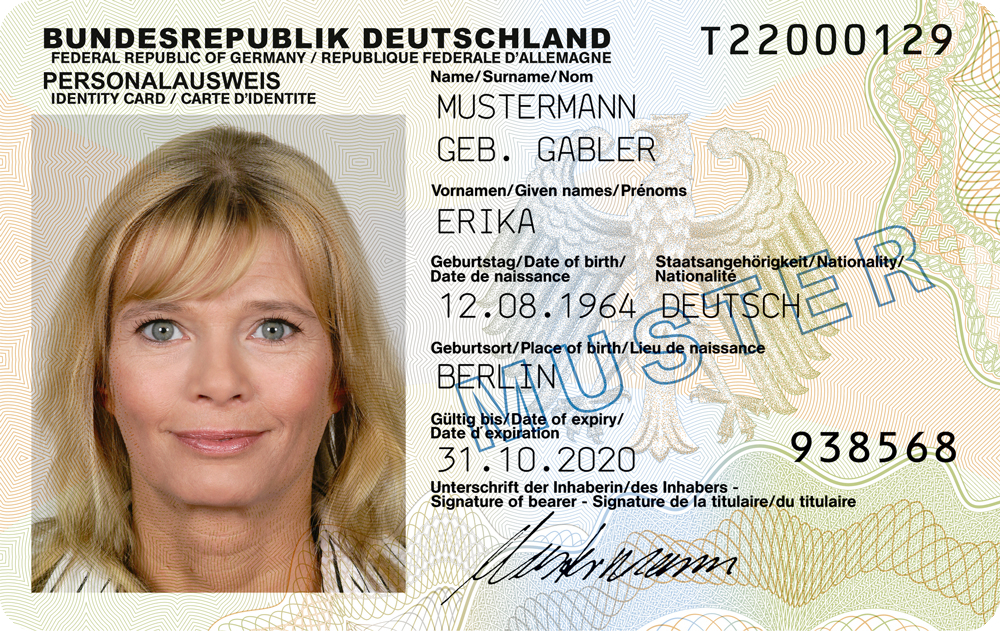
Mẫu thẻ căn cước Đức

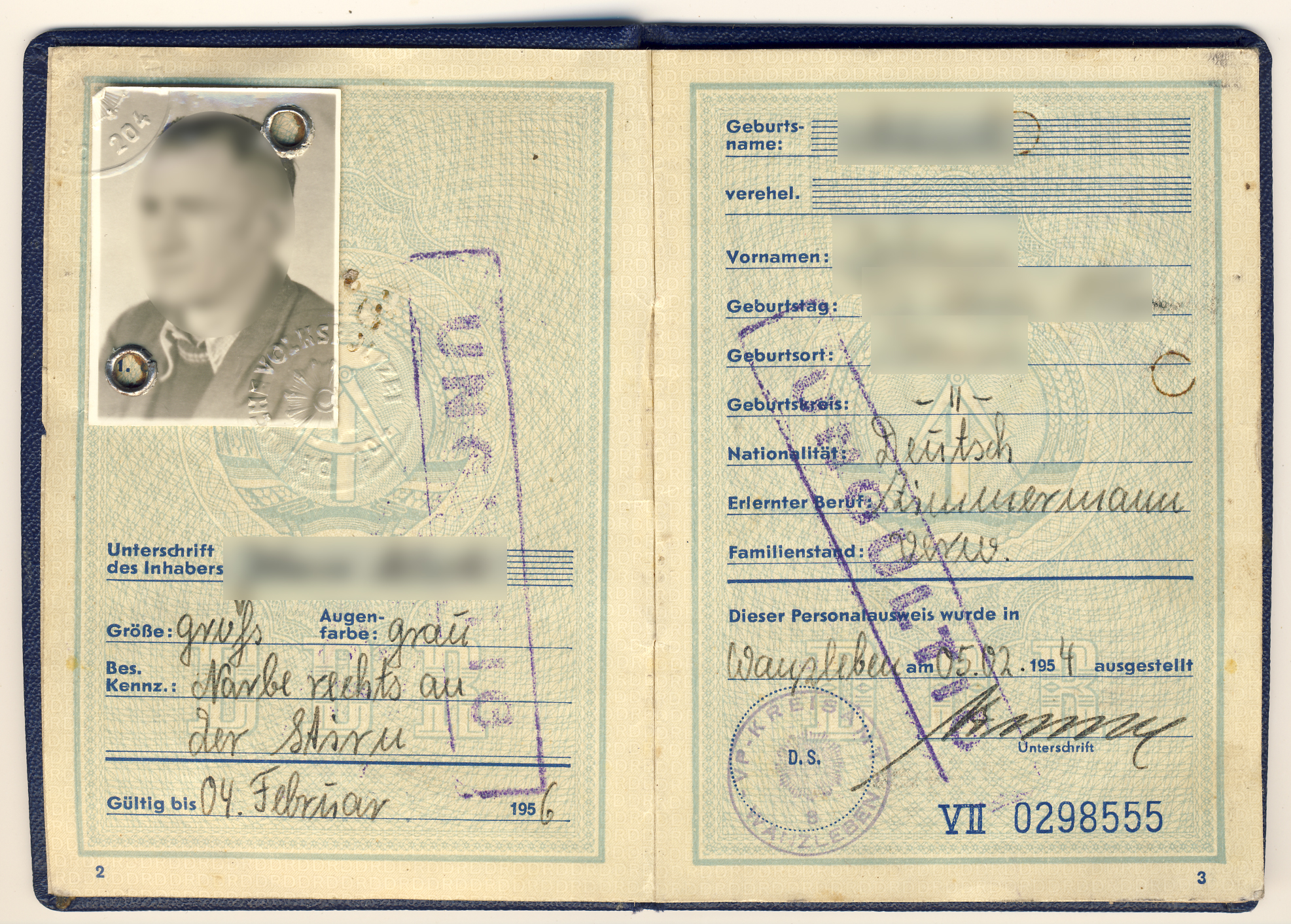
Sổ chứng minh nhân dân tại Cộng hòa Dân chủ Đức, năm 1954

Nội dung căn cước gồm: họ, tên; ngày, tháng, năm sinh; nơi thường trú; đặc điểm nhận dạng, vân tay, ảnh. Một vài quốc gia yêu cầu có thêm một số chi tiết khác, như là họ tên của cha mẹ; dân tộc; giới tính; quê quán,...
Thẻ căn cước là giấy chứng nhận ghi tóm tắt lý lịch của mỗi cá nhân, do chính quyền cấp cho các công dân.

## Thẻ căn cước tại các quốc gia

### Hoa Kỳ
Tại Hoa Kỳ không có giấy chứng minh nhân dân hoặc thẻ căn cước tầm cỡ quốc gia - có nghĩa là không có cơ quan chính phủ liên bang nào có quyền cấp thẻ căn cước cho mọi công dân Hoa Kỳ. Tất cả các cố gắng để đưa ra luật dẫn đến việc tạo thẻ căn cước cấp quốc gia đều bị nhiều người, cả cánh tả lẫn cánh hữu, chống đối quyết liệt vì họ xem việc thiết lập thẻ căn cước là một dấu hiệu của một xã hội toàn trị.
Vì không có thẻ căn cước cấp quốc gia, nhiều giấy tờ được cấp bởi một số chính quyền địa phương hay cơ quan chính phủ được sử dụng như giấy tờ tùy thân, như là giấy khai sinh, thẻ an sinh xã hội, bằng lái xe, hay thậm chí là hộ chiếu.

### Việt Nam
Ở Việt Nam, thẻ căn cước được sử dụng trong thời Pháp thuộc (1945 trở về trước) như giấy thông hành hoặc giấy chứng minh trong phạm vi toàn Đông Dương.

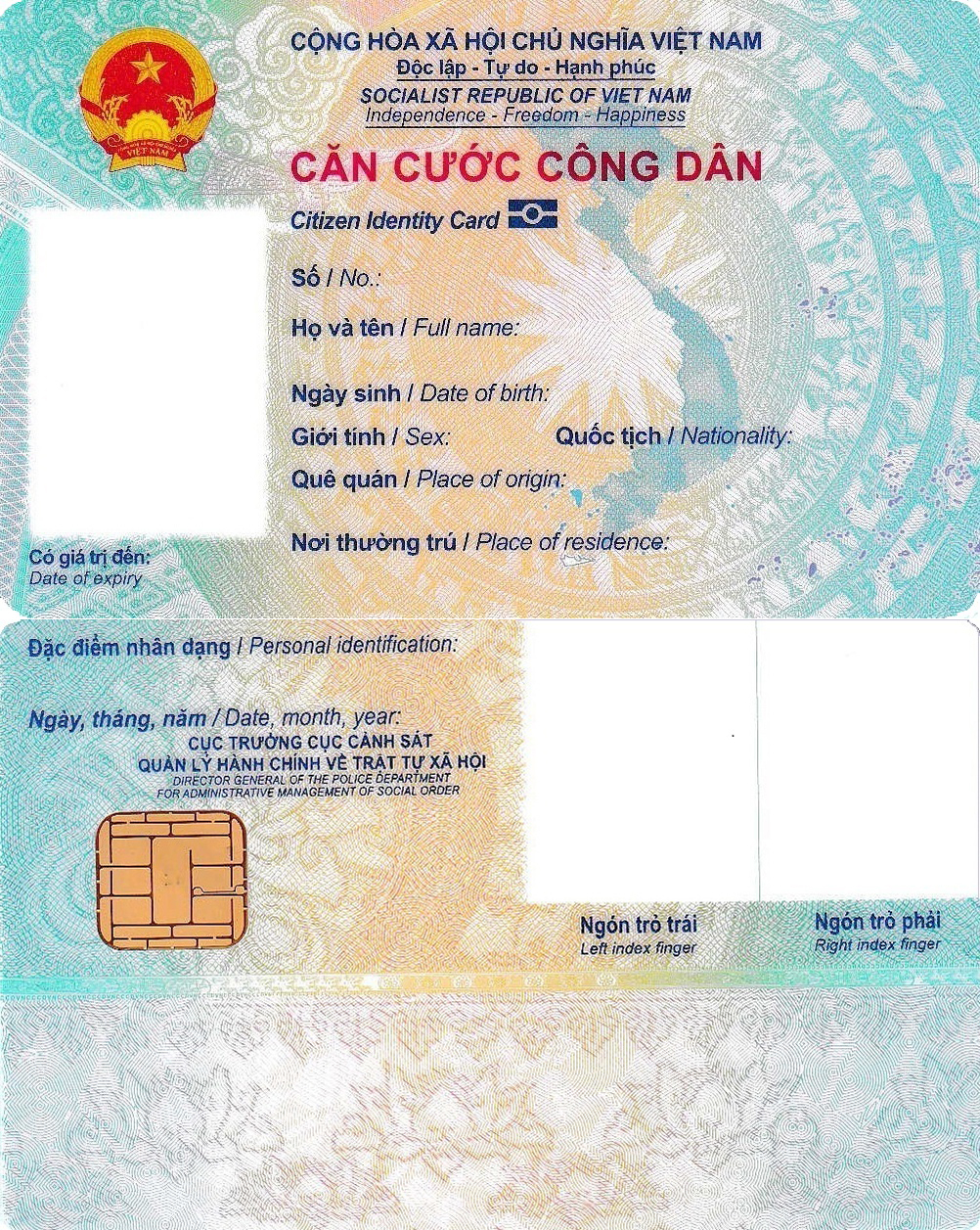
Mặt trước và mặt sau của Thẻ Căn cước Công dân (Việt Nam)

Đến năm 1946, theo Sắc lệnh số 175B/NC-PC ngày 6 tháng 9 năm 1946 của Chủ tịch Chính phủ nước Việt Nam Dân chủ Cộng hoà, thẻ công dân được sử dụng thay cho thẻ căn cước. Từ năm 1957, thẻ công dân được thay bằng giấy chứng minh;
Tại miền Nam Việt Nam, dưới chế độ Việt Nam Cộng hòa, thẻ căn cước được sử dụng phổ biến đến cuối tháng 4 năm 1975.
Từ khi thống nhất đất nước sau chiến tranh, năm 1976, giấy chứng minh nhân dân được sử dụng thống nhất trong cả nước. Từ năm 1999, được thay bằng chứng minh nhân dân theo quy định của Chính phủ Cộng hòa Xã hội chủ nghĩa Việt Nam và được cấp cho Công dân Việt Nam khi đủ 14 tuổi trở lên.
Mẫu giấy CMND của công dân Việt Nam thống nhất toàn quốc, có hình chữ nhật, kích thước 85,6 mm x 53,98 mm, gồm 2 mặt in hoa văn màu xanh trắng nhạt, được ép nhựa trong. Thời hạn sử dụng là 15 năm kể từ ngày cấp.
Từ ngày 4 tháng 1 năm 2016, Việt Nam chính thức cấp Thẻ căn cước công dân để thay thế Chứng minh thư nhân dân. Theo đó, Chính phủ đã trình Quốc hội dự thảo Luật Căn cước công dân: Công dân sẽ được cấp một mã định danh gồm 12 chữ số, dùng để quản lý công dân theo 4 giai đoạn là từ khi sinh ra đến 14 tuổi, từ 15 tuổi đến 25 tuổi, từ 25 tuổi đến 70 tuổi và từ trên 70 tuổi. Chứng minh thư nhân dân vẫn được dùng song song với Thẻ căn cước công dân. Số định danh cá nhân là dãy số tự nhiên gồm 12 số, có cấu trúc gồm 6 số là mã thế kỷ sinh, mã giới tính, mã năm sinh của công dân, mã tỉnh, thành phố trực thuộc trung ương hoặc mã quốc gia nơi công dân đăng ký khai sinh và 6 số là khoảng số ngẫu nhiên.